# سان‌دا

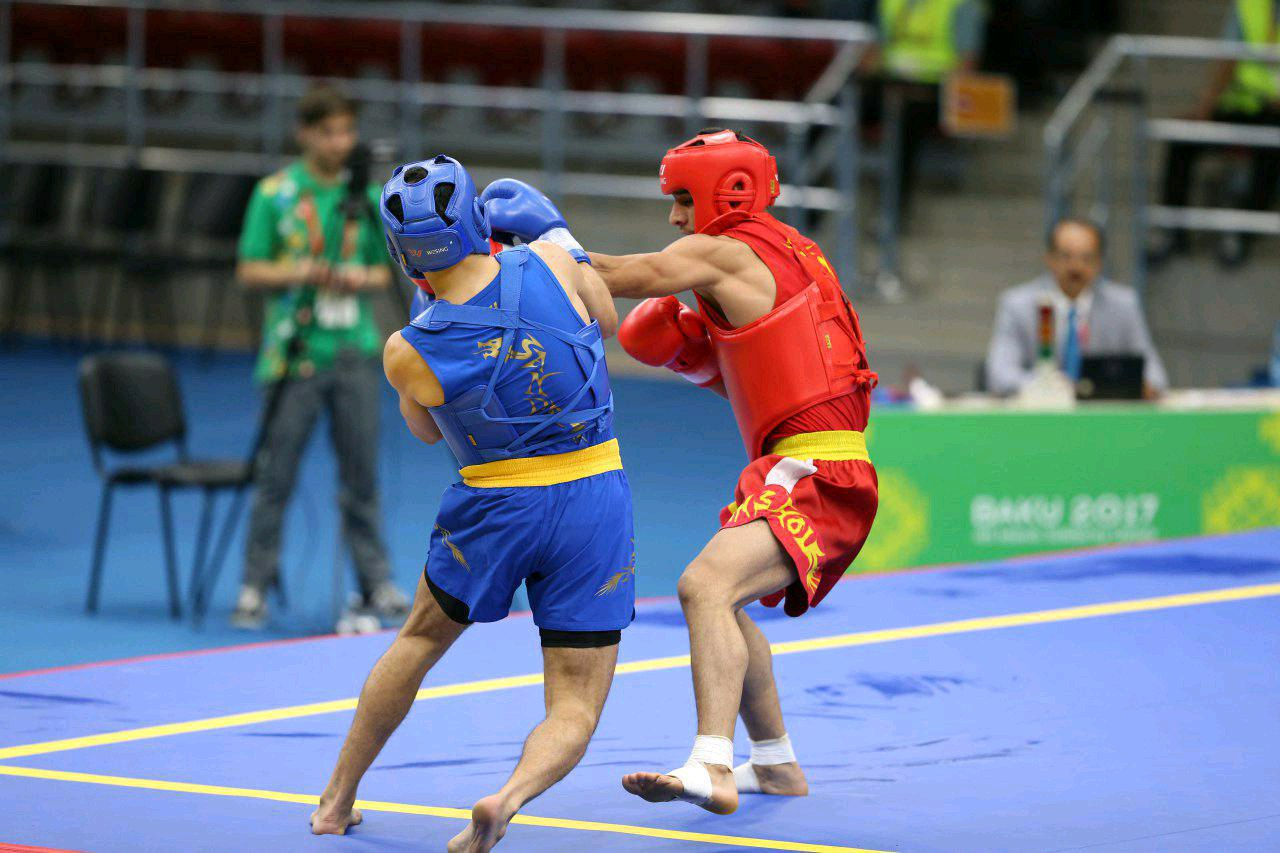
مسابقهٔ ساندا

ساندا یا سانشو یک ورزش رزمی ترکیبی و بخش مبارزه ووشو است. این رشته رزمی در اوایل سده بیستم به منظور افزایش کاربردپذیری و آمادگی ورزشکاران رشته های رزمی ابداع شد. ساندا در کنار تالو یکی از دو بخش هنر رزمی مدرن چینی ووشو به‌شمار می‌آید. مسابقات سان‌دا در دو بخش آقایان و بانوان بر روی سکو که اصطلاحا لِی تای نامیده میشود برگزار می‌گردد. مسابقات حرفه‌ای ساندا با نام سانداوانگ در کشور چین زیر نظر فدراسیون ووشو چین در رینگ برگزار می‌شود.
در مسابقات ساندا شرکت‌کنندگان از سه دستهٔ اصلی ضربات مشت، ضربات لگد و فنون (درگیری) کشتی استفاده می‌کنند.
مسابقات سانشو از دهه ۱۹۵۰ در بازی‌های ملی تایوان برگزار می‌شد. در جمهوری خلق چین از سال ۱۹۷۰ این رشته ورزشی مورد توجه دولت قرار گرفت و در سال ۱۹۸۵ اولین تورنمنت بین‌المللی ووشو که از مسابقات سانشو و تالو تشکیل می‌شد در چین برگزار شد. در بازی‌های آسیایی ۱۹۹۰ پکن مسابقات سانشو به عنوان بخشی از رشته ووشو وارد بازی‌های آسیایی شد.

## قوانین ساندا
1. مسابقات ساندا از سه راند دو دقیقه ای تشکیل شده است و بین هر راند یک دقیقه استراحت میباشد که اگر ورزشکار دو راند از سه راند را پیروز شود ، برنده بازی خواهد بود. اگر هر بازیکن یک راند پیروز باشند مسابقه به راند سوم کشیده شده و حتی اگر در راند سوم شرایط مساوی داشته باشند چه در امتیازات و تذکر ها بازیکنی که از نظر وزن سبک تر باشد برنده مسابقه خواهد شد . 
2.هر ضربه مشت به سر حریف یک امتیاز دارد.
3.هر ضربه مشت به نیم تنه بالایی حریف یک امتیاز دارد.
4.هر ضربه با روی پا یا ساق پا به ران پای حریف یک امتیاز دارد.
5.هر ضربه با روی پا ، ساق پا و یا با کف پا به نیم تنه بالایی و سر حریف دو امتیاز دارد.
6.هر ضربه با روی پا یا ساق پا به قسمت پایین تر از زانوی حریف هیچ امتیازی ندارد.
( در تمامی موارد بالا داوران به ضربات موثر امتیاز میدهند )
7.در اجرای فنون درگیری اگر فرد اجرا کننده حریف را بدون زمین خوردن خود به زمین بزند دو امتیاز دریافت می کند و اگر پس از اجرای تکنیک خود نیز به زمین بخورد یک امتیاز دریافت میکند.و در صورتی که هر دو باهم به زمین بیافتند بنا به تشخیص داور وسط و سر داور نهایتا هیچ امتیازی رد و بدل نخواهد شد 
8.بیرون انداختن حریف از سکو دو امتیاز دارد. و اگر ورزشکاری در یک راند دو مرتبه از سکو بیرون انداخته شود بازنده آن راند خواهد بود. ( اگر با ضربه موثر مشت یا لگد حریف به بیرون انداخته شود دو امتیاز بیرون انداختن به احتساب امتیاز ضربه وارد شده برای زننده ضربه ثبت خواهد)
9.ضربه به بیضه ها ، گلوگاه و پشت سر و پشت گردن و همچنین تکنیک و ضربه خلاف مفصل ممنوع است.
10.ضربات آرنج و زانو ممنوع است.
11.اگر اختلاف امتیازی بازیکن ها بیش از ۱۲ امتیاز باشد مسابقه متوقف و بازیکن با امتیاز بالا تر برنده مسابقه خواهد بود (حتی قبل از به پایان رسیدن مسابقه چه در راند اول و یا راند های بعدی )
12.در صورت برخورد ضربه سنگین به سر و یا بدن حریف که موجب گیج شدن و یا مصدومیت حریف شود داور وسط شمارش را آغاز کرده و در صورت تشخیص سلامت بازیکن به سرداور اعلام و مسابقه ادامه خواهد داشت . و در این حالت دو امتیاز برای حریف لحاظ خواهد شد .
13. در صورتی که فردی با ضربه خطا حریف خود را مصدوم کند خود بازنده مسابقه اعلام خواهد شد و حریف مصدوم شده برنده آن مسابقه اعلام خواهد شد اما قادر به ادامه مسابقات در جدول نمیباشد . 